# 山油柑
山油柑又名降真木、降真香，为芸香科山油柑属下的一个种。
降真香原本是指黃檀属某些物种的木材香料。近代植物学家将此名误用于山油柑，故二者常混淆。

## 扩展阅读
- 維基物種上的相關：山油柑

1. ↑  韩玉. . 中医药博物馆. 北京中医药大学. 2019-09-26  [2023-07-08]. （原始内容存档于2023-07-08）.